# Hurricane Bar
Albums de Mando Diao
Bring 'Em In
(2003) Ode To Ochrasy
(2006)
Singles
Hurricane Bar est le deuxième album du groupe de rock suédois Mando Diao. Il est sorti en 2004.

## Pistes
1. Cut the Ropes (1 min 59 s)
2. God Knows (3 min 51 s)
3. Clean Town (3 min 42 s)
4. Down In the Past (3 min 57 s)
5. You Can't Steal My Love (5 min 28 s)
6. Added Family (4 min 17 s)
7. Annie's Angle (3 min 02 s)
8. If I Leave You (2 min 51 s)
9. Ringing Bells (2 min 34 s)
10. This Dream Is Over (3 min 23 s)
11. White Wall (3 min 50 s)
12. All My Senses (4 min 11 s)
13. Kingdom & Glory (4 min 14 s)
14. Next to Be Lowered (3 min 44 s)

## Singles
- Down In The Past - (2005)
- You Can't Steal My Love - version britannique (2005)
- God Knows - version britannique (2005)
- God Knows - Vinyl 7 pour le Royaume-Uni seulement (2005)
- You Can't Steal My Love - (2005)

## Composition du groupe
- Gustaf Norén (chant, guitare, orgue, percussion)
- Björn Dixgård (vocals, guitare)
- Carl-Johan « CJ » Fogelklou (chœur, basse, orgue)
- Samuel Giers (chœur, batterie, percussion)
- Mats Björke (claviers)